# NXT UK (marca da WWE)
NXT UK foi uma marca da promoção de luta profissional americana WWE que foi introduzida em junho de 2018. Marcas são divisões da lista da WWE onde os lutadores são designados para se apresentar semanalmente. Os lutadores atribuídos ao NXT UK apareceram principalmente no programa de televisão semanal da marca, NXT UK. A marca serviu como uma submarca do território de desenvolvimento da WWE, NXT, com lutadores do NXT UK também ocasionalmente aparecendo em seu programa, NXT. Ao contrário das outras marcas da WWE, o NXT UK foi produzido exclusivamente no Reino Unido e foi especificamente centrado em lutadores do país. A marca entrou em hiato após o evento Worlds Collide em 4 de setembro de 2022; em 2023, será relançado como NXT Europe, expandindo a marca para incluir todos os países pan-europeus.

## História
Em uma conferência de imprensa na The O2 Arena em 15 de dezembro de 2016, Paul "Triple H" Levesque, um executivo da promoção de wrestling profissional americana WWE, revelou que haveria um torneio de 16 homens para coroar o campeão inaugural do Reino Unido da WWE. O torneio foi realizado durante um período de dois dias, 14 e 15 de janeiro de 2017, e foi ao ar exclusivamente no serviço de streaming online da empresa, a WWE Network. O campeonato foi planejado como o principal campeonato de um novo show da WWE Network, produzido no Reino Unido (na época, o show e sua data de estreia ainda não haviam sido revelados). Tyler Bate ganhou o torneio inaugural para se tornar o primeiro Campeão do Reino Unido da WWE.
Em 19 de maio de 2017, a WWE realizou uma continuação para o torneio do Campeonato do Reino Unido, intitulado United Kingdom Championship Special.
Em 7 de abril de 2018, um segundo evento do Torneio do Campeonato do Reino Unido foi agendado para 18 e 19 de junho no Royal Albert Hall. Em 7 de junho, Johnny Saint foi nomeado Gerente Geral da marca da WWE no Reino Unido.
Em 18 de junho de 2018, foi anunciado que a marca da WWE no Reino Unido começaria a filmar um novo show intitulado NXT UK em julho de 2018, e que os campeonatos para as divisões femininas e de duplas da marca seriam introduzidos. A marca, por sua vez, foi oficialmente estabelecida como NXT UK.
Em 17 de outubro de 2018, o episódio inaugural do NXT UK foi ao ar na WWE Network às 20h. Horário do Reino Unido / 15h Hora do Leste.
Em 31 de dezembro de 2019, a WWE anunciou que o NXT UK começaria a ser transmitido pela BT Sport no Reino Unido. Em 21 de janeiro de 2020, foi anunciado que o NXT UK também iria ao ar na Paramount Network UK com um atraso de seis dias após as transmissões da WWE Network e BT Sport.
Devido à pandemia do COVID-19 que começou em março de 2020, a produção dos eventos do NXT UK foi pausada. Em 10 de setembro de 2020, a WWE anunciou o relançamento do NXT UK após seu hiato devido à pandemia. Um campeonato masculino secundário também foi revelado.
Em 19 de agosto de 2021, foi anunciado que a WWE seria patrocinadora do Enfield Town F.C. - um clube de futebol da sétima divisão no mesmo bairro de suas instalações do WWE Performance Center, com sede no Reino Unido - na temporada 2021-22, com seus kits carregando o logotipo do NXT UK.
Em 18 de agosto de 2022, a WWE anunciou que o NXT UK faria um "breve hiato" e seria renomeado como NXT Europe após seu retorno em 2023, expandindo a marca para incluir lutadores de todos os países pan-europeus. O evento final do NXT UK foi o Worlds Collide em 4 de setembro de 2022. Shawn Michaels, que supervisiona o desenvolvimento de talentos, disse que a empresa trabalharia com a equipe e o talento para lançar o NXT Europe "maior e melhor".

## Campeonatos

### Visão geral
O NXT UK teve quatro campeonatos exclusivos da marca. Foram três para homens e um para mulheres. Houve também outros dois campeonatos que foram compartilhados com a marca.
O principal campeonato masculino do NXT UK foi o Campeonato do NXT UK. Estabelecido como o Campeonato do Reino Unido da WWE em dezembro de 2016, o campeão inaugural foi Tyler Bate, que venceu o torneio original do Campeonato do Reino Unido. Em janeiro de 2020, o título foi renomeado para refletir seu status como o principal título do NXT UK. O título foi aposentado em 4 de setembro de 2022 no Worlds Collide, quando foi unificado no Campeonato do NXT. Bate, o único bicampeão do campeonato, é reconhecido como o campeão final.
O principal campeonato para lutadoras femininas foi o Campeonato Feminino do NXT UK. Revelada em junho de 2018, Rhea Ripley venceu uma final de torneio para se tornar a campeã inaugural. O título foi aposentado em 4 de setembro de 2022 no Worlds Collide, quando foi unificado no Campeonato Feminino do NXT. Meiko Satomura é reconhecida como a campeã final.
O Campeonato de Duplas do NXT UK foi o campeonato de duplas masculino. Revelado em junho de 2018, o time de James Drake e Zack Gibson venceu uma final de torneio para se tornar os campeões inaugurais. O título foi aposentado em 4 de setembro de 2022 no Worlds Collide quando foi unificado no Campeonato de Duplas do NXT. A equipe de Brooks Jensen e Josh Briggs são reconhecidas como campeãs finais.
Em setembro de 2020, a Copa do Patrimônio do NXT UK foi revelada como um campeonato secundário para homens e com uma estipulação especial em que as partidas são disputadas apenas sob as regras das rodadas britânicas. O primeiro campeão foi A-Kid, que ganhou uma final de torneio para se tornar o campeão inaugural. Ao contrário dos outros campeonatos do NXT UK, que foram aposentados no Worlds Collide em 4 de setembro de 2022, a Copa do Patrimônio não foi unificada ou defendida no evento e não houve anúncio sobre seu futuro, mas o site da WWE ainda a lista como ativa.
Além dos quatro campeonatos acima, havia dois outros campeonatos que também estavam disponíveis para os lutadores do NXT UK, mas não exclusivos da marca. Estes foram o Campeonato Cruiserweight do NXT e o Campeonato 24/7 da WWE.
O Campeonato Cruiserweight do NXT, que anteriormente era compartilhado entre o NXT e o 205 Live, ficou disponível para o NXT UK em janeiro de 2020, quando Jordan Devlin, do NXT UK, venceu o campeonato. O título foi então aposentado em janeiro de 2022, quando foi unificado no Campeonato Norte Americano do NXT, com Carmelo Hayes reconhecido como o campeão final.
O Campeonato 24/7 da WWE é um campeonato especializado no qual pode ser defendido a qualquer hora, em qualquer lugar, desde que um árbitro da WWE esteja presente, permitindo que seja defendido em qualquer marca. Apesar disso, o título nunca foi conquistado por um lutador do NXT UK ou apareceu em qualquer evento do NXT UK. Este campeonato ainda está ativo, mas principalmente aparece apenas na marca Raw.

### Campeonatos anteriores
| Campeonato                     | Campeão(s) final(is) | Campeão(s) final(is)        | Reinado | Data vencida        | Localização         | Notas | Ref.   |
| ------------------------------ | -------------------- | --------------------------- | ------- | ------------------- | ------------------- | --- | ------ |
| Campeonato do NXT UK           |                      | Tyler Bate                  | 2       | 7 de julho de 2022  | Londres, Inglaterra | Derrotou Trent Seven em uma final de torneio de eliminação simples de oito homens pelo título vago no NXT UK. Foi ao ar em atraso de fita em 1 de setembro de 2022. | [ 24 ] |
| Campeonato Feminino do NXT UK  |                      | Meiko Satomura              | 1       | 10 de junho de 2021 | Londres, Inglaterra | Derrotou Kay Lee Ray no NXT UK. Foi ao ar com atraso de fita em 10 de junho de 2021. A data real em que a partida ocorreu é desconhecida, pois o NXT UK realizou gravações de arena vazias por um período de tempo após retomar as operações no final de 2020 após um hiato devido à pandemia de COVID-19. | [ 25 ] |
| Copa do Patrimônio do NXT UK   |                      | Noam Dar                    | 2       | 7 de julho de 2022  | Londres, Inglaterra | Derrotou Mark Coffey no NXT UK. Foi ao ar em atraso de fita em 25 de agosto de 2022. | [ 26 ] |
| Campeonato de Duplas do NXT UK | N/A                  | Brooks Jensen e Josh Briggs | 1       | 22 de junho de 2022 | Londres, Inglaterra | Derrotou Die Familie (Teoman e Rohan Raja), Dave Mastiff e Jack Starz, e Mark Andrews e Wild Boar pelos títulos vagos em uma luta fatal four-way de eliminação no NXT UK. Foi ao ar em atraso de fita em 23 de junho de 2022.                                                                              | [ 27 ] |

### Outros campeonatos usados pelo NXT UK
| Campeonato                      | Campeão(ões) final(is) reconhecido(s) pelo NXT UK | Reinado | Data vencida         | Localização      | Notas | Ref. |
| ------------------------------- | ------------------------------------------------- | ------- | -------------------- | ---------------- | --- | ---- |
| Campeonato Cruiserweight do NXT | Carmelo Hayes                                     | 1       | 4 de janeiro de 2022 | Orlando, Florida | Derrotou Roderick Strong no New Year's Evil para unificar o campeonato com o Campeonato Norte-Americano do NXT. |      |
| Campeonato 24/7 da WWE          | Dana Brooke                                       | 7       | 18 de julho de 2022  | Tampa, Florida   | Fez o pin sobre Tamina durante uma luta de trios no Raw para conquistar o título.                               |      |

## Programa de televisão
A WWE Network transmite o programa de televisão homônimo do NXT UK no Reino Unido e internacionalmente. As gravações inaugurais do NXT UK ocorreram nos dias 28 e 29 de julho de 2018, no Cambridge Corn Exchange, e começaram a ser exibidas em 17 de outubro de 2018. Desde março de 2021, o NXT UK é transmitido no Peacock nos Estados Unidos, devido à versão americana do WWE Network se fundindo sob Peacock.

## Eventos da WWE Network
| Evento                                 | Data                  | Localização                      | Local                    | Evento principal                                                                       |
| -------------------------------------- | --------------------- | -------------------------------- | ------------------------ | -------------------------------------------------------------------------------------- |
| United Kingdom Championship Tournament | 14 de janeiro de 2017 | Blackpool, Lancashire Inglaterra | Empress Ballroom         | Tyler Bate vs. Tucker                                                                  |
| United Kingdom Championship Tournament | 15 de janeiro de 2017 | Blackpool, Lancashire Inglaterra | Empress Ballroom         | Tyler Bate vs. Pete Dunne para o inaugural Campeonato do NXT UK                        |
| United Kingdom Championship Special    | 7 de maio de 2017     | Norwich, Norfolk Inglaterra      | Epic Studios             | Tyler Bate (c) vs. Mark Andrews pelo Campeonato do NXT UK                              |
| United Kingdom Championship Tournament | 18 de junho de 2018   | Kensington, Londres Inglaterra   | Royal Albert Hall        | Zack Gibson vs. Travis Banks para determinar o desafiante nº 1 ao Campeonato do NXT UK |
| United Kingdom Championship Tournament | 19 de junho de 2018   | Kensington, Londres Inglaterra   | Royal Albert Hall        | Pete Dunne (c) vs Zack Gibson pelo Campeonato do NXT UK                                |
| NXT UK TakeOver: Blackpool             | 12 de janeiro de 2019 | Blackpool, Lancashire Inglaterra | Empress Ballroom         | Pete Dunne (c) vs Joe Coffey pelo Campeonato do NXT UK                                 |
| NXT UK TakeOver: Cardiff               | 31 de agosto de 2019  | CardiffPaís de Gales             | Motorpoint Arena Cardiff | Walter (c) vs Tyler Bate pelo Campeonato do NXT UK                                     |
| NXT UK TakeOver: Blackpool II          | 12 de janeiro de 2020 | Blackpool, Lancashire Inglaterra | Empress Ballroom         | Walter (c) vs Joe Coffey pelo Campeonato do NXT UK                                     |